# Adolf Martens
Adolf Karl Gottfried Martens (1850. március 6. – 1914. július 24.) német kohász, róla nevezték el az acél karbonnal túltelített α-szilárd oldatát, a martenzitet, valamint az azt létrehozó folyamatot, a martenzites átalakulást.